# Otite media virale acuta
Per otite media virale acuta, in campo medico, si intende un tipo di infiammazione che riguarda l'orecchio medio.

## Epidemiologia
Colpisce prevalentemente gli infanti, è fra le varie forme di otite una delle più diffuse, si sviluppa con minore frequenza durante l'estate e in caso di bambini che vengono allattati.

## Tipologia

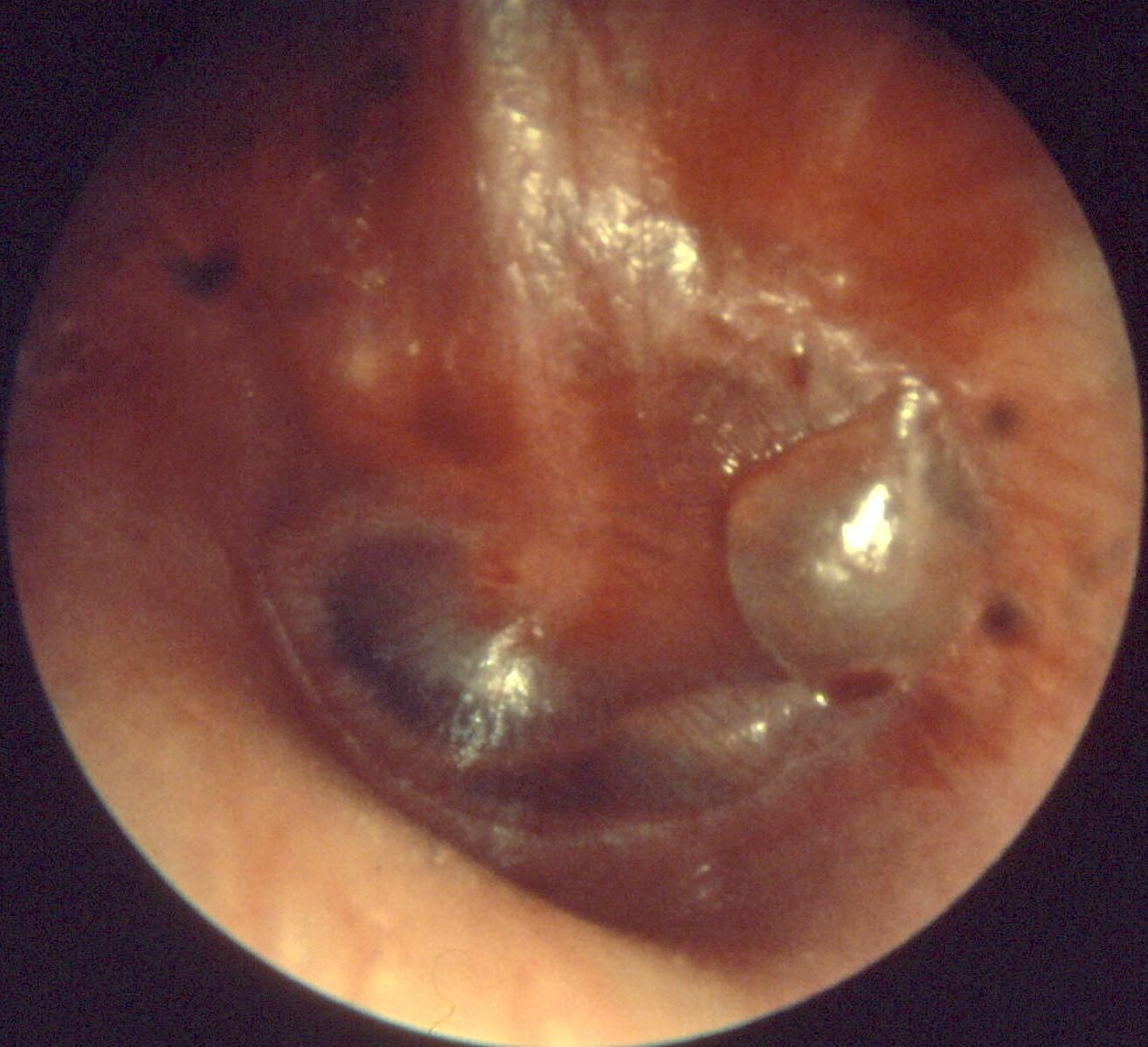
Miringite

Durante tale manifestazione vi può essere un eccessivo sanguinamento, in tal caso si può formare una miringite e se si forma un emotimpano si sviluppa in un'otite media acuta emorragica.

## Sintomatologia
I sintomi e i segni clinici presentano otalgia, ipoacusia, febbre, vomito, anoressia, dolore, deficit uditivo a carattere trasmissivo.

## Eziologia
Molti sono gli agenti patogeni: paramyxovirus, adenovirus, rhinovirus i principali.

## Fattori di rischio
Costituiscono fattori di rischio un contatto prolungato con  altri infanti e quindi l'avere dei fratelli della stessa età e frequentare asili con numerosi bambini. Altri sono un clima rigido, l'aver avuto recentemente altre malattie influenzali, aver ricevuto un allattamento artificiale. Per quanto riguarda gli adulti un altro fattore di rischio è il consumo di tabacco.

## Terapie
La terapia è quella tipica della sindrome influenzale, soltanto se compaiono alcuni sintomi come una febbre elevata si utilizzano antibiotici, quali l'amoxicillina, anche in forma associata al clavulanato, al fine di abbattere o prevenire l'eventuale sovrainfezione batterica. In caso dell'evoluzione nella forma emorragica si utilizza la paracentesi timpanica e si aspira il sangue.